# 薩綸錫
萨纶锡，字言如，云南楚雄人，清朝翰林，诗人。
雁門薩直齋後裔。康熙五十三年（1714年）甲午科云南乡试第一名举人（解元），康熙五十四年（1715年）中式乙未进士，改庶吉士，散馆授检讨。善诗文，有《燕山诗集》、《德庆堂诗稿》等。《晚晴簃诗汇》收其诗作。